# Alticor
Alticor, Inc. je soukromá americká společnost, kterou vlastní a řídí rodina DeVosů a Van Andelů. Alticor Inc. vlastní a řídí výrobní, distribuční provozy. Společnost poskytuje produkty, obchodní příležitosti a logistické služby v celosvětovém rozsahu.
Společnost byla založena v roce 1999, jako mateřská společnost pro jiné společnosti, které ovládaly výše uvedené rodiny od 6. června 1959. Šlo především o: společnosti přímého prodeje Amway Corporation, Amway International Inc. a Quixtar Inc.; výrobní a distribuční společnost Access Business Group International LLC. V roce 2010 holding dosáhl obratu 9,2 miliardy USD, v roce 2012 10,9 miliardy USD

## Společnosti holdingu
Řazeno abecedně, vč. zaniklých, prodaných společností.

### Amway Corporation
Součásti Amway Coroporation jsou společnosti Amway International Inc. založená v roce 1980 a Amway Global Inc, která byla založená v roce 1999 jako Quixtar Inc. Tato obchodní společnost umožňovala prostřednictví přímého prodeje podnikat v oblasti e-komerce. Společnost podnikala v USA a Kanadě. Dne 1. ledna 2009 byla přejmenována na Amway Global Inc.

### Access Business Group LLC
Společnost se zaměřuje na poskytování technologií, služeb a zdrojů pro vývoj, výrobu, tisk, balení, zajištění kvality a globální distribuci zboží. Primárně se zaměřuje na správu dodavatelského řetězce mezi společnostmi Amway a jejími VPA, resp. maloobchodními zákazníky.

### Alticor Corporate Enterprises
Společnost Alticor Corporate Enterprises byla založena v roce 1956. Ovládá společností, které nepodnikají v přímém prodeji.

#### AHC+Hospitality
V roce 1981 Amway Corporation zakoupila, zrekonstruovala a rozšířila hotel Pantlind, který přejmenovala na Grand Hotel Amway. V dalších letech koupila a provozovala hotely v rámci společnosti Amway Hotel Corporation.
V únoru 2017, společnost CWD Real Estate Development připravila plány na rekonstrukci budovy AC Hotels Marriott v centru města Grand Rapids. Tento hotel se 130 pokoji po rekonstrukci provozovala společnost Amway Hotel Corporation. V květnu 2017 byla společnost přejmenována na AHC+Hospitality. Tato společnost provozuje řadu hotelů: ve městě Grand Rapids Amway Grand Plaza, JW Marriott Grand Rapids, Downtown Courtyard Marriott, Hyatt Place Grand Rapids, AC Hotel Marriott, v Detroitu Hotel Saint Regis. na Floridě Waterfront Inn a Brownwood Hotel and Spa, na Britských Panenských ostrovech Peter Island Resort & Spa

#### Gurwitch Products
V roce 2006 společnost Alticor koupila výrobce kosmetiky Gurwitch Products LLC od společnosti Neiman Marcus Group Inc. V roce 2016 byla tato společnosti prodána japonské společnosti Shiseido Co Ltd.

#### Fulton Innovation LLC
Společnost se věnuje komercializaci a propagaci nových, inovativních technologií. K jejím produktům patří např. inteligentní bezdrátová technologie eCoupled, kterou společnost vyvíjí od roku 2007. Tato technologie byla začleněna do výrobků společnosti Amway, např. vodních filtrů eSpring.

#### Interleukin Genetics, Inc.
Společnost byla založena v roce 1986. Jejím zaměřením je vývoj a distribuce genetických testů pro určení příčin chronických onemocnění a jiných zdravotních stavů. Sídlo společnosti je ve státě Massachusetts. Společnost vlastní dceřiné společnosti Interleukin Genetics Laboratory Services Inc a AJG Brands Inc. V roce 2000 byla začleněna pod společnost Metagenics, Inc.

#### Metagenics, Inc.
Společnost byla založena v roce 1983. Vyvíjí, vyrábí a prodává doplňky stravy pro: úpravu hladiny krevního cukru, podporu kardiovaskulárního zdraví, gastrointestinálního, imunitního a kloubního zdraví, zvládání stresu a pro detoxikaci. Společnost Metagenics distribuuje své produkty celosvětově. Vlastní dceřinou společnost Health World Limited.

#### Pyxis Innovations Inc.
Společnost byla založena v roce 2001, jako 100% dceřiná společnosti Alticor Inc. Jejím zaměřením je sběr, analýza a poskytování geoprostorových dat pro využití v ekonomice a podnikání.

## Nadace
Společnost podporuje nadaci The Heritage Foundation. Posláním nadace je formulovat a podporovat konzervativní veřejnou politiku, založenou na zásadách svobodného podnikání, omezené zásahu vlády, podpory svobody jednotlivce, podpory tradičních amerických hodnot a silného národního cítění.